# Fonetyzacja
Fonetyzacja – proces polegający na przystosowywaniu, najczęściej pisowni, do wymowy, w metodyce szybkiego czytania nazywany także subwokalizacją.
Jeżeli w procesie czytania fonetyzacja zachodzi na poziomie myśli, możemy mówić o fonetyzacji wewnętrznej. W szczególnych przypadkach udział w czytaniu może brać dodatkowo aparat mowy - mówimy wtedy o fonetyzacji zewnętrznej, czyli artykulacji.
Większość szkół szybkiego czytania i część praktyków (np. Szkutnik, 1990) uznaje fonetyzację za główną barierę w zwiększaniu szybkości czytania. Opinie są jednak podzielone i niektórzy marginalizują jej znaczenie w procesie czytania, inni uznają ją za pożyteczną.
Sposoby pozwalające pozbyć się nawyku fonetyzacji:
- mechaniczne – pozwalają tłumić fonetyzację zewnętrzną, np. na przygryzieniu ołówka zębami w trakcie czytania,
- zakłócanie mowy i słuchu – polega na mówieniu (na głos lub w myśli) w trakcie czytania wiersza (lub dowolnego fragmentu tekstu znanego na pamięć),
- centralne zakłócenia mowy – polegają na wystukiwaniu ołówkiem stałego rytmu podczas czytania.